# Servantes du Cœur Immaculé de Marie de Monroe
Ne doit pas être confondu avec Servantes du Cœur Immaculé de Marie.
Les servantes du Cœur Immaculé de Marie de Monroe forment une congrégation religieuse féminine enseignante de droit pontifical.

## Histoire
Alors qu'il est missionnaire dans la ville de Monroe (Michigan), le prêtre rédemptoriste belge Louis-Florent Gillet (1813-1892) demande à diverses congrégations féminines en Europe de venir aux États-Unis pour s'occuper de l'éducation des jeunes filles. N'ayant pas de réponse positive, il décide de fonder une congrégation en 1845 avec l'aide de quatre jeunes femmes. Le Père Gillet prend modèle sur les constitutions religieuses de la congrégation du Très Saint Rédempteur pour écrire celles de la communauté. Le 10 novembre de la même année, les premières sœurs prennent l'habit, dont Thérèse Maxis Duchemin (1810-1892), d'origine haïtienne, qui est nommée première supérieure, et considérée comme cofondatrice de la congrégation.
Les premières branches de l'institut sont ouvertes en Pennsylvanie, mais en 1859, à la suite de difficultés sur la juridiction diocésaine, ces maisons se séparent de la congrégation de Monroe, créant une branche autonome de servantes du Cœur Immaculé de Marie. En 1868, le diocèse de Scranton est érigé ; là aussi, les maisons des servantes du Cœur Immaculé de Marie sous la juridiction du nouveau diocèse sont rendues indépendantes de la maison-mère pour donner les servantes du Cœur Immaculé de Marie de Scranton. L'institut de Monroe reçoit le décret de louange en 1899 de la congrégation pour la propagation de la foi puis l'approbation définitive de la congrégation pour les religieux en 1913.

## Activités et diffusion
Elles se consacrent essentiellement à l'enseignement.
Elles sont présentes aux États-Unis, au Mexique, au Porto Rico et en Afrique du Sud.
En 2017, la congrégation comptait 337 sœurs dans 147 maisons.